# Джон Роулз
Це стаття про американського філософа. Про актора із Нової Зеландії див. Джон Роулз (актор).
Джон Ро́лз (англ. John Rawls, МФА: /rɔːlz/, 21 лютого 1921, Балтимор — 24 листопада 2002) — американський філософ, основоположник ліберально-державницької концепції внутрішнього і міжнародного права, яка значною мірою лежить в основі сучасної політики США.

## Життєпис
Джон Ролз народився 21 лютого 1921 року в Балтиморі (США) в родині відомого юриста. Мати була активісткою боротьби за права жінок, які щойно отримали в США виборче право. Прагнув стати пастором, але зупинився на вивченні філософії. По закінченню Принстонського університету пішов до війська, де був рядовим піхотинцем і воював на тихоокеанських фронтах Другої світової війни.
У 1950 він отримав ступінь доктора філософії в Принстонському університеті (його дисертація була присвячена питанням моральної цінності особистості).
У 1952-1953 він, отримавши стипендію Фулбрайта, стажувався в Оксфорді і потім, повернувшись до США, працював в Корнелльському університеті.
У 1957 виходить його дуже невелика (всього 9 сторінок) стаття «Справедливість як чесність» у «Журналі філософії».
У 1971 була вперше опублікована «Теорія справедливості», що стала одним з найвідоміших і найвпливовіших філософських творів в англомовному світі останніх десятиліть XX століття. У ній представлено найбільш ясне та точне формулювання принципів, що повинні бути покладені в основу справедливого соціального устрою. Цією книгою Джон Ролз відродив інтерес до політичної філософії та став одним із найбільш цитованих сучасних філософів.
Книга має яскраво виражений міждисциплінарний характер — вона написана на стику політичної філософії, політичної економії, соціології, етики із залученням засобів сучасної аналітичної філософії.
У 1974 Ролз займає пост президента Східного відділення Американської філософської асоціації.
З 1979 він викладає в Гарвардському університеті, активно публікуючись у філософських, політологічних та економічних журналах.
У 1993 виходить друга велика книга Ролза — «Політичний лібералізм».
У 1999 виходить книга — «Закон народів».
Наукові дослідження і роботи Джона Ролза були направлені на аналіз проблем, пов'язаних із політичною філософією, мораллю та етикою.
Наприкінці життя став критично ставитися до капіталізму й писав про «ліберально-демократичний соціалізм» як один із способів встановлення справедливості.
Помер у 2002 році.

## Праці
- A Theory of Justice. Cambridge, Massachusetts: Belknap Press of Harvard University Press, 1971. 
  - Ролз Дж. Теория справедливости. Новосибирск, изд-во НГУ, 1995. — ISBN 5-7615-0365-4.
- Political Liberalism. The John Dewey Essays in Philosophy, 4. New York: Columbia University Press, 1993.
- The Law of Peoples: with «The Idea of Public Reason Revisited». Cambridge, Massachusetts: Harvard University Press, 1999.
- Collected Papers. Cambridge, Massachusetts: Harvard University Press, 1999.
- Lectures on the History of Moral Philosophy. [Архівовано 10 серпня 2016 у Wayback Machine.] Cambridge, Massachusetts, Harvard University Press, 2000.
- Justice as Fairness: A Restatement. Cambridge, Massachusetts: Belknap Press, 2001.
- Lectures on the History of Political Philosophy. [Архівовано 10 серпня 2016 у Wayback Machine.] Cambridge, Massachusetts: Harvard University Press, 2007. Collection of lectures on Thomas Hobbes, John Locke, Joseph Butler, J.J. Rousseau, David Hume, J.S. Mill and Karl Marx, edited by Samuel Freeman.
- A Brief Inquiry into the Meaning of Sin and Faith. Cambridge, Massachusetts, Harvard University Press, 2010. With introduction and commentary by Thomas Nagel, Joshua Cohen and Robert Merrihew Adams. Senior thesis, Princeton, 1942.